# Agalychnis dacnicolor
Espèce
Synonymes
- Phyllomedusa dacnicolor Cope, 1864
- Pachymedusa dacnicolor (Cope, 1864)
- Agalychnis alcorni Taylor, 1952

Statut de conservation UICN

 LC  : Préoccupation mineure
Agalychnis dacnicolor est une espèce d'amphibiens de la famille des Phyllomedusidae.

## Répartition
Cette espèce est endémique du Mexique. Elle se rencontre sur la côte pacifique dans les États du Sonora, du Sinaloa, de Nayarit, du Jalisco, de Colima, du Michoacán, du Guerrero et d'Oaxaca et dans la dépression de la Balsas dans les États de Mexico, de Puebla et du Morelos du niveau de la mer à 1 000 m d'altitude.

## Publication originale
- Cope, 1864 : Contributions to the herpetology of tropical America. Proceedings of the Academy of Natural Sciences of Philadelphia, vol. 16, p. 166-181 (texte intégral).